# 川栄李奈
川栄 李奈（かわえい りな、1995年〈平成7年〉2月12日 - ）は、日本の女優、タレント。女性アイドルグループAKB48の元メンバー。
神奈川県出身。エイベックス・マネジメント・エージェンシー所属。夫は俳優の廣瀬智紀。

## 来歴

### AKBとしての活動
2010年7月、AKB48第11期研究生オーディションに合格。9月30日、セレクション審査に合格。11月13日、AKB48研究生「シアターの女神」公演で公演デビュー。
2012年3月、加藤玲奈、岩田華怜、高橋朱里、田野優花の4名とともにチーム4に昇格。5月23日に発売された26thシングル「真夏のSounds good !」で初の選抜メンバー入り。10月31日に発売された28thシングル「UZA」のカップリング曲で新体制チームA名義の作品「孤独な星空」のダブルセンターを渡辺麻友とともに務める。11月、チームAに異動。チームAウェイティング公演のスターティングメンバーとして新チームでの活動を開始する。
2013年5月22日発売の31stシングル「さよならクロール」のカップリング曲で「BKA48」名義の作品「ハステとワステ」のセンター・ポジションを務める。4月20日に放送された『めちゃ×2イケてるッ!』の企画である「国立め茶の水女子大学付属第48高等学校期末テスト」で最下位となったことから抜擢された。
2014年1月1日、ユーキャンの企画で薬膳コーディネーターの資格取得に挑戦することを発表し、同社のCMに出演。1月11日放送開始のドラマ『SHARK』（日本テレビ）で初めての単独ドラマ出演。4月2日から『笑っていいとも!』終了後の新番組『バイキング』（フジテレビ系）の水曜レギュラーとして出演。4月放送開始のドラマ『セーラーゾンビ』（テレビ東京系）で、大和田南那、高橋朱里とともに連続ドラマ初主演。5月、岩手県滝沢市の岩手産業文化センター握手会を開催。6月、『AKB48 37thシングル 選抜総選挙』で39,120票を獲得して16位となり、選抜総選挙のシングル選抜メンバーに初めて入る。7月、『AKB48のオールナイトニッポン』（ニッポン放送）の放送中に薬膳コーディネーターの資格試験の合格が発表される。10月8日、AKB48劇場でのチームA 7th Stage「恋愛禁止条例」公演に出演。
2015年4月8日、参加ユニット「ニャーKB with ツチノコパンダ」がアニメ『妖怪ウォッチ』（テレビ東京）のエンディングテーマ「アイドルはウーニャニャの件」でシングルCDデビュー。2015年8月、AKB48劇場で卒業公演が行われ、AKB48を卒業した。

### 女優活動
2016年4月 - 6月、NHK連続テレビ小説『とと姉ちゃん』に出演。前年の舞台『AZUMI 幕末編』（2015年9月）につづき、『AZUMI 戦国編』 でも主演の「あずみ 役」を務めた。
2018年3月、ゆうばり国際ファンタスティック映画祭2018ニューウェーブアワードを受賞。4月6日放送分から『A-Studio』（TBS）の10代目サブMCを務める。10月、初主演映画『恋のしずく』が全国公開。10月から11月にかけて、舞台『カレフォン』にてダブル主演、茜役を務めた。
同年6月、劇場アニメ映画『きみと、波にのれたら』で片寄涼太とW主演。2019年度 アヌシー国際アニメーション映画祭 長編コンペティション部門に正式出品された。映画『泣くな赤鬼』では、主人公・赤鬼先生の元教え子である夫が病に侵され、妻として夫を懸命に支える姿を演じた。2020年12月24日、2021年後期放送のNHK連続テレビ小説『カムカムエヴリバディ』のヒロインに選ばれ、上白石萌音、深津絵里とともにトリプル主演を務めた。川栄は上白石とともにオーディションによって選ばれた。『とと姉ちゃん』に次ぐ2度目の朝ドラ出演となった。2021年大河ドラマ『青天を衝け』に出演、徳川慶喜の正室・美賀君を演じた。2022年10月からは、連ドラ『親愛なる僕へ殺意をこめて』でヒロインを務める。

### 私生活
2019年5月、俳優の廣瀬智紀との結婚及び妊娠を発表した。11月、第1子出産を報告。
2023年1月1日、第2子妊娠を発表。6月30日、第2子出産を報告。

## 人物
愛称は、りっちゃん。
「なんでもできる女優」志望で、AKB48の先輩でもあった大島優子を憧れの女優として挙げている。また『ごめんね青春!』で共演した満島ひかりも憧れの女優に挙げており、共演したことが「（AKB48に入ってからの）5年間で一番うれしいお仕事でした」と語っている。『セーラーゾンビ』で企画・総合演出の犬童一心からは、「本当に、いわゆるスキルの高い女優さんという感じですね」「これから女優さんとしてやっていく人になるんだろうなというのは、僕はすぐにわかりました」「いわゆる本当に演技をするのが上手な人なんじゃないですかね」 との、また『ごめんね青春!』で共演した錦戸亮（関ジャニ∞）からは「ブチ切れる川栄さんの切れ味がすごい」との評価を受けている。
20歳のときに「朝ドラのヒロインになる」「大河ドラマへの出演」「日本アカデミー賞をとる」の三つを目標に掲げ、うち二つは20代にかなえた。
志尊淳とは高校の同級生で、同じクラスであったが、学校は通信制だったため、毎日顔を合わせるようなことがなかったという。

### AKB48
同期の小嶋菜月、同じ日に大場チーム4に昇格した高橋朱里は、互いに仲のよいメンバーに挙げる間柄。高橋とは、趣味が同じ、空腹になるタイミングが同じなのでよく一緒に食事に出かける、方向が同じなのでよく一緒に帰るなど非常に仲がよく、雰囲気が似ていることなどから「姉妹みたい」と言われることもあった。年齢は川栄が3歳年上であるが、同世代にしかわからない話はしないため、話が合わなくなることはないとのこと。川栄は高橋を「メンバーじゃなくて親友」 と、高橋は川栄を横山由依も含めて「家族」と表現している。また同じ日に大場チーム4に昇格した岩田華怜が、仲のよいメンバーのひとりとして川栄の名前を挙げている。先輩である横山由依とも非常に仲がよく、自らコンビ名を｢横栄｣と称し、次第に先輩後輩を超えて親友の仲となっている。

## 受賞歴
2018年
- ゆうばり国際ファンタスティック映画祭2018 - 「京楽ピクチャーズ．PRESENTSニューウェーブアワード」女優部門[49]

2019年
- スニーカーベストドレッサー賞2019 - 女優部門[50]
- HAIR OF THE YEAR 3  2019 - 女性タレント部門[51]

2023年
- ベストスタイリングアワード2023 女性部門[52]

## 出演

### 映画
- 劇場版 私立バカレア高校（2012年10月13日、ショウゲート） - 梅林寺遥 役[53]
- デスノート Light up the NEW world（2016年10月29日、ワーナー・ブラザース映画） - 青井さくら 役[54]
- 亜人（2017年9月30日、東宝） - 下村泉 役[55]
- 嘘を愛する女（2018年1月20日、東宝） - 心葉 役[56]
- プリンシパル〜恋する私はヒロインですか?〜（2018年3月3日、アニプレックス） - 国重晴歌 役[57]
- センセイ君主（2018年8月1日、東宝） - 中村葵 役[58]
- 恋のしずく（2018年10月13日（広島）、20日（全国）、ブロードメディア・スタジオ） - 主演・橘詩織 役[27]
- 人魚の眠る家（2018年11月16日、松竹） - 川嶋真緒 役[59]
- 九月の恋と出会うまで（2019年3月1日、ワーナー・ブラザース映画） - 香穂 役
- 泣くな赤鬼（2019年6月14日、KADOKAWA） - 斎藤雪乃 役[30]
- Diner ダイナー（2019年7月5日、ワーナー・ブラザース映画） - 旅行代理店のスタッフ 役
- ステップ（2020年7月17日、エイベックス・ピクチャーズ） - 成瀬舞 役
- 地獄の花園（2021年5月21日、ワーナー・ブラザーズ映画） - 佐竹紫織 役[60]
- 変な家（2024年3月15日、東宝） - 柚希 役[61]
- ディア・ファミリー（2024年6月14日、東宝） - 坪井奈美 役[62]
- アングリースクワッド 公務員と7人の詐欺師（2024年11月22日、ナカチカピクチャーズ / JR西日本コミュニケーションズ） - 望月さくら 役[63][64]

#### 短編映画
- 半透明なふたり（2022年6月8日、YouTube） - 主演・文 役（永山瑛太とダブル主演）[65]

### テレビドラマ

#### 連続ドラマ
- マジすか学園シリーズ
  - マジすか学園2 最終話（2011年7月2日 、テレビ東京） - りな 役
  - マジすか学園3（2012年7月14日 - 10月6日、テレビ東京） - 名無し 役[66]
  - マジすか学園4（2015年1月20日 - 3月31日、日本テレビ） - バカモノ 役[67]
  - マジすか学園5（2015年8月25日、日本テレビ）[注 3] - バカモノ 役[69]
- SHARK（2014年1月12日 - 3月30日、日本テレビ） - 紺野楓 役[12]
- セーラーゾンビ（2014年4月19日 - 7月19日、テレビ東京） - 主演・秋月百花 役（大和田南那・高橋朱里とトリプル主演）[14][70]
- ごめんね青春!（2014年10月12日 - 12月21日、TBS） - 神保愛 役[71]
- 早子先生、結婚するって本当ですか?（2016年4月21日 - 6月16日、フジテレビ） - 守山風子 役[72]
- 連続テレビ小説（NHK総合・NHK BSプレミアム）
  - とと姉ちゃん（2016年4月23日 - 6月17日） - 森田富江 役[21]
    - とと姉ちゃん もうひとつの物語「福助人形の秘密」（2016年11月19日、NHK BSプレミアム） - 森田富江 役[73]

  - カムカムエヴリバディ 第71回 - 最終回（2022年2月10日 - 4月8日） - 主演・大月ひなた 役（深津絵里、上白石萌音とのトリプル主演）[31][74]
- 死幣-DEATH CASH-（2016年7月14日 - 9月15日、TBS） - 林絵里菜 役[75]
- こえ恋 第8話 - 最終話（2016年9月3日 - 10月1日、テレビ東京） - 高島カオリ 役[76]
- バスケも恋も、していたい（2016年9月19日 - 9月21日、フジテレビ） - 菅原茜 役[77]
- 勇者ヨシヒコと導かれし七人 第9話、最終話（2016年12月3日・12月24日、テレビ東京） - 香西そのか 役
- 感情8号線 第1話、第4話 - 第6話（2017年1月15日・2月5日 - 2月19日、フジテレビTWO） - 真希 役[78][注 4][注 5]
- フランケンシュタインの恋（2017年4月23日 - 6月25日、日本テレビ） - 室園美琴 役[80]
- 僕たちがやりました（2017年7月18日 - 9月19日、関西テレビ） - 新里今宵 役[81]
- アシガール（2017年9月23日 - 12月16日、NHK総合） - 松丸阿湖 役[82][83]
  - アシガールSP 〜超時空ラブコメ再び〜（2018年12月24日、NHK総合）
- 男の操（2017年11月12日 - 12月24日、NHK BSプレミアム） - 万田春子 役[84]
- 崖っぷちホテル! 第3話 - （2018年4月29日 - 6月17日、日本テレビ） - 小山内裕子 役[85]
- 健康で文化的な最低限度の生活（2018年7月17日 - 9月18日、関西テレビ） - 栗橋千奈 役[86]
- 3年A組-今から皆さんは、人質です-（2019年1月6日 - 3月10日、日本テレビ） - 宇佐美香帆 役[87]
- 大河ドラマ（NHK）
  - いだてん〜東京オリムピック噺〜（2019年1月6日 - 12月15日） - 知恵 役[88][89]
  - 青天を衝け（2021年） - 美賀君 役[32][90]
- デザイナー 渋井直人の休日 第1話、第7話（2019年1月18日、3月1日、テレビ東京） - 木村ひる美 役[91]
- 家政夫のミタゾノ 第3シリーズ（2019年4月19日 - 6月7日、テレビ朝日） - 恩田萌 役[92]
- #リモラブ 〜普通の恋は邪道〜（2020年10月14日 - 12月23日、日本テレビ） - 我孫子沙織 役[93]
- 知ってるワイフ（2021年1月7日 - 3月18日、フジテレビ） - 剣崎なぎさ 役[94]
- 義経のスマホ（2022年5月24日 - 6月3日、NHK） - 主演・源義経 役[95]
- 親愛なる僕へ殺意をこめて（2022年10月5日 - 11月30日、フジテレビ） - ヒロイン・ナミ 役[33][96]
- オレは死んじまったゼ!（2023年9月1日 - 10月7日、WOWOW） - 佐々木咲 役[97]
- となりのナースエイド（2024年1月10日 - 3月13日、日本テレビ） - 主演・桜庭澪 役[98][99]
- ダメマネ! -ダメなタレント、マネジメントします-（2025年4月20日 - 6月22日、日本テレビ） - 主演・神田川美和 役[100][101]
- フェイクマミー（2025年10月〈予定〉 - 、TBS） - 主演・日高茉海恵 役（波瑠とのダブル主演）[102]

#### スペシャルドラマ・単発ドラマ
- So long ! 第1話（2013年2月12日、日本テレビ） - 牧野理子 役
- ガードセンター24 広域警備指令室（2016年9月16日 、日本テレビ） - 小川愛 役[103]
- アオゾラカット（2017年3月15日、NHK BSプレミアム / 2018年5月6日、NHK総合） - 仲井遙 役[104][105]
- ほんとにあった怖い話 夏の特別編2017「コール」（2017年8月19日、フジテレビ） - 横山詩織 役[106]
- FNS27時間テレビ にほんのれきし 幕末ドラマ『私たちの薩長同盟』（2017年9月10日、フジテレビ） - 糸子 役[107]
- 夕凪の街 桜の国 2018（2018年8月6日、NHK総合） - 平野皆実 役[108]
- 世にも奇妙な物語 '18秋の特別編 「クリスマスの怪物」（2018年11月10日、フジテレビ） - 主演・小野寺奈央 役[109]
- ドラマ 星影のワルツ（2021年3月7日、NHK）[110]
- THE MYSTERY DAY〜有名人連続失踪事件の謎を追え〜（2023年10月7日、日本テレビ） - 安藤花恵 役[111]
- となりのナースエイドSP2025（2025年1月11日、日本テレビ） - 主演・桜庭澪 役[112]

#### ゲスト出演
- ヒガンバナ〜警視庁捜査七課〜 第2話（2016年1月20日、日本テレビ） - 桐谷可南 役[113]
- 東京センチメンタル 第3話（2016年1月30日、テレビ東京） - 羽田なつみ 役[114]
- こんにちは、女優の相楽樹です。 第3話（2017年3月21日、テレビ東京） - 店員・佐藤 役[115]
- 下北沢ダイハード 第2話「違法風俗店の男」（2017年7月29日、テレビ東京） - ユイ 役[116]
- コウノドリ（第2シリーズ） 第3話（2017年10月27日、TBS） - 山崎麗子 役[117]
- 警視庁捜査資料管理室 (仮) 第10話（2018年12月3日、BSフジ） - 生活環境課署員 役[118]
- BG〜身辺警護人〜 第2章 第2話（2020年6月25日、テレビ朝日） - 守尾恵麻 役

#### 配信ドラマ
- マジすか学園5（2015年8月25日 - 10月27日、Hulu） - バカモノ 役[注 3]
- 川栄李奈と新どうが created by 木村好克（2017年9月、LINE LIVE） - 下村泉 役[119]
- 片想い送信中（2017年11月15日 - 12月13日、Simeji 特設サイト） - 李奈 役[120]
- 田中圭24時間テレビ（2018年12月15日 - 12月16日、AbemaSPECIAL2） - 女性警官 役[121]

### 舞台
- AZUMI 幕末編（2015年9月11日 - 24日、新国立劇場 中劇場） - 主演・あずみ 役[22]
  - AZUMI 戦国編（2016年11月11日 - 27日、Zeppブルーシアター六本木） [23]
- 東京03 FROLIC A HOLIC 2018『何が格好いいのか、まだ分からない。』（2018年2月22日、日本青年館ホール）[122]
- カレフォン（6都市30公演、 2018年10月4日 - 21日、東京・有楽町 オルタナティブシアター／2018年10月27日 - 28日、大阪・梅田芸術劇場 シアター・ドラマシティ／2018年10月31日、広島・はつかいち文化ホールさくらぴあ／2018年11月3日、埼玉・ウェスタ川越大ホール ／2018年11月6日、仙台・ 電力ホール／2018年11月11日、北海道・七飯町文化センターパイオニアホール／ 2018年11月13日、札幌・ わくわくホリデーホール） - 主演・茜 役（廣瀬智紀とW主演）[28]
- 千と千尋の神隠しSpirited Away（2024年3月11日 - 30日、東京・帝国劇場 / 4月7日 - 20日、愛知・御園座 / 4月27日 - 5月19日、福岡・博多座 / 4月30日 - 8月24日、イギリス・ロンドン・コロシアム / 5月27日 - 6月7日、大阪・梅田芸術劇場 メインホール / 6月15日 - 20日、札幌文化芸術劇場 hitaru） - 主演・千尋 役（橋本環奈、上白石萌音、福地桃子とのクワトロキャスト）[123][124][125]

### 劇場アニメ
- プリパラ み〜んなのあこがれ♪レッツゴー☆プリパリ（2016年3月12日、エイベックス・ピクチャーズ） - ミニファルル 役[126]
- 劇場版ポケットモンスター みんなの物語（2018年7月13日、東宝） - リサ 役[127]
- きみと、波にのれたら（2019年6月21日、東宝） - 主演・向水ひな子 役（片寄涼太（GENERATIONS from EXILE TRIBE）とW主演）[128]
- サマーゴースト（2021年11月12日、エイベックス・ピクチャーズ） - 佐藤絢音 役[129]
- クレヨンしんちゃん もののけニンジャ珍風伝（2022年4月22日、東宝） - 屁祖隠ちよめ 役[130]

#### 吹き替え
- KUBO/クボ 二本の弦の秘密（2017年11月18日、ギャガ） - 闇の姉妹 役[131]
- ソウルフル・ワールド（2020年12月25日、Disney+） - 22番 役[132]

## 広告などへの起用

### 広報

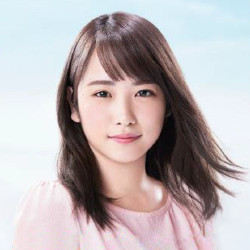
第48回衆議院議員総選挙の選挙啓発ポスターに掲載された川栄李奈（2017年）

- 第18回統一地方選挙における啓発用ポスター（2015年、神奈川県選挙管理委員会）[201]
- 平成28年度 振り込め詐欺撲滅隊 応援サポーター（2016年12月 - 、全国銀行協会）[202]
- 第48回衆議院議員総選挙における選挙啓発（2017年、総務省）[203][204]
- DV・児童虐待相談窓口周知キャンペーンナビゲーター（2020年11月4日 - 、内閣府）[205]
- 上手な医療のかかり方プロジェクト大使（2024年11月12日 - 、厚生労働省）[206]

### ミュージック・ビデオ
- AKB48「ファースト・ラビット」（2012年）[注 8]
- AKB48「走れ!ペンギン」（2013年）[注 8]
- Super Junior - KYUHYUN「Celebration〜君に架ける橋〜」（2016年）[207]
- 絢香「サクラ」（2018年）[208]
- GENERATIONS from EXILE TRIBE 「You & I」（2020年6月17日 ）[209] [210]

### イベント
- プロ野球 オリックス・バファローズ対福岡ソフトバンクホークス戦始球式（2017年8月1日、京セラドーム大阪） - オリックスのユニフォームを着て登場。背番号はオリックスのCMでの設定が由来の3[168]。

## 書籍
- フォトエッセイ『これから』（2016年1月20日、幻冬舎）ISBN 978-4344028135
- F.I.L.M.（2017年9月30日、東京ニュース通信社）ISBN 978-4863366916
- 川栄李奈写真集『youphoria』（2025年8月22日、主婦と生活社）ISBN 978-4391165296[211]